# Pollimyrus brevis
Pollimyrus brevis es una especie de pez elefante eléctrico en la familia Mormyridae presente en varias cuencas hidrográficas de África, entre ellas los ríos Uele y Ubangui. Es nativa de Angola y la República democrática del Congo; puede alcanzar un tamaño aproximado de 60 mm.
Respecto al estado de conservación, se puede indicar que de acuerdo a la IUCN, esta especie puede catalogarse en la categoría «Menos preocupante (LC)».